# لفائف السجق
لفائف السجق هي وجبة خفيفة من نوع «أومامي»، التي تحظى بشعبية في دول الكومنولث (الحديثة والسابقة)، وتتكون من لحم السجق الملفوف في عجين مُنتفخ. تتوفر هذهِ اللفائف في المخابز كطعام سفري.